# ایرینا آلگرووا
ایرینا آلگرووا (روسی: Ирина Аллегрова؛ زادهٔ ۲۰ ژانویهٔ ۱۹۵۲) یک خواننده ارمنی‌تبار اهل اتحاد شوروی است.
پدر او ارمنی و مادرش روس بود و ایرینا دوران کودکی خود را در باکو (جمهوری آذربایجان) گذراند و همان‌جا بود که باله و نوازندگی پیانو را آموخت.
وی بابت فعالیت‌های هنری‌اش برندهٔ جایزهٔ هنرمند مردمی روسیه شده‌است.